# تنشئة سياسية

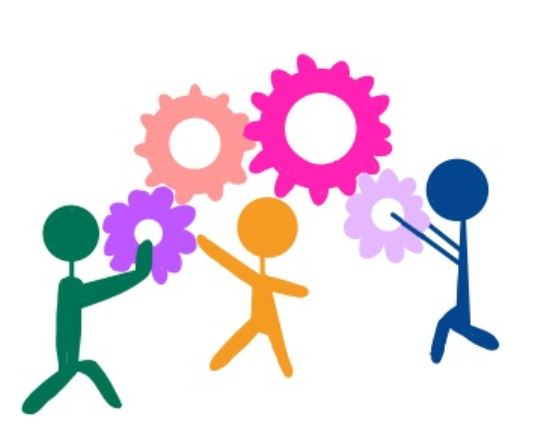
رسم توضيحي للتنشئة السياسية

التنشئة السياسية هي مفهوم يتناول «دراسة عمليات التنشئة التي يكتسب من خلالها الأطفال من جميع الأعمار (12 إلى 30) والمراهقون السلوكيات والمواقف والمعارف السياسية». وهي تشير إلى عملية التعلم التي تنتقل من خلالها الأعراف والسلوكيات المقبولة في نظر نظام سياسي ناجح من جيل إلى آخر. ومن خلال أداء هذه المهمة يتم إدخال الأفراد في الثقافة السياسية، وتتشكل توجهاتهم بشأن الموضوعات السياسية.

## عوامل التنشئة
تؤثر هذه العوامل الخاصة بالتنشئة بدرجات متفاوتة على آراء الفرد السياسية، وتتمثل في: الأسرة، والإعلام، والأقران، والتعليم، والدين، والعقيدة، والعِرق، والنوع، والسن، والجغرافيا. هذه العوامل وغيرها الكثير مما يتعرض له الناس أثناء نضجهم تؤثر في آرائهم السياسية طوال حياتهم. فالمعتقدات السياسية تتشكل عادةً أثناء فترة الطفولة التي ينقل فيها الآباء ما لديهم من أيدولوجيات إلى أبنائهم، وما إلى ذلك.

## العناصر المؤثرة
إن العناصر التي تحيط بالطفل أثناء فترة طفولته تلعب دورًا مهمًا في تطور سلوكيات التصويت المستقبلية لديه. وتشمل بعض هذه العناصر:
1. الأسرة: يرى جلاس (1986) أن الأسرة عامل مؤثر أساسي في تطوير توجه الطفل السياسي، ويرجع ذلك بشكل أساسي إلى العلاقة الدائمة بين الطفل وأبويه، ويتضح ذلك بالتفصيل في الجدول الموضح أدناه الأسرة كعامل مؤثر أساسي.[3]
2. المدارس: تُعَد المدارس العامل الأكثر تأثيرًا بعد الأسرة، نظرًا للفترات الطويلة التي يتعرض فيها الطفل لمعتقدات سياسية متعددة، مثل تلك التي يتبناها الأصدقاء والمعلمين، وهما الفئتان اللذان يُعتبَران من مصادر المعلومات المهمة للطلاب.
3. وسائل الإعلام: يرى بيكر أن وسائل الإعلام هي الوسط الذي تنتقل من خلاله المعلومات السياسية إلى المراهقين والأطفال.[4]
4. الدين: يمكن أن يكون للتقليد الديني أثر هائل على آراء المرء السياسية. على سبيل المثال، يميل البروتستانت للتحفظ (في البلدان التي لا يمثلون فيها الأغلبية العظمى).[5]
5. الأحزاب السياسية: يشير الباحثون من أمثال كامبيل (1960) إلى أن الأحزاب السياسية لها تأثير مباشر بسيط للغاية على الطفل نظرًا للتباين بين العوامل الاجتماعية، مثل السن والسياق والسلطة وما إلى ذلك.[6]
6. Work Place: To be added.

عوامل التنشئة السياسية
1. الأسرة - المُشّكل الأهم على الإطلاق للتوجهات الأساسية.
فتعلم المرء القيم السياسية الأساسية والولاء لحزب سياسي معين.
2. المدارس – تعلم المرء الوطنية وقصص البطولات.
تبني المراحل الأولى من التعليم على التعلم الإيجابي وتعززه.
3. الأقران – تأثيرهم محدود نظرًا للانتقاء الذاتي لهم.
تؤثر مجموعة الأقران لدى الشباب على «المسائل المتعلقة بنمط الحياة» في الغالب. 	
4. وسائل الإعلام – يصعب قياس تأثيرها، لكنه كبير.
تعزز الشك في الحكومة.
تحديد جدول الأعمال – يملي علينا ما ينبغي علينا التفكير فيه
التأطير – يملي علينا أفكارنا بشأن ما يُقدَم.
5. المؤسسات والقادة السياسيون
6. دور العبادة والدين؛
اليمين الديني واليسار الديني.